# Mitsuteru Kudō
Mitsuteru Kudō (japanisch 工藤 光輝 Kudō Mitsuteru; * 23. August 1991 in Hokkaido) ist ein ehemaliger japanischer Fußballspieler.

## Karriere
Kudō erlernte das Fußballspielen in der Jugendmannschaft von Consadole Sapporo und der Universitätsmannschaft der Hannan-Universität. Seinen ersten Vertrag unterschrieb er 2013 bei Consadole Sapporo. Der Verein spielte in der zweithöchsten Liga des Landes, der J2 League. Für den Verein absolvierte er 12 Ligaspiele. 2015 wechselte er zum Drittligisten SC Sagamihara. Im Juli 2015 wechselte er zum Ligakonkurrenten Grulla Morioka. Für den Verein absolvierte er 13 Ligaspiele. Ende 2016 beendete er seine Karriere als Fußballspieler.